# Mary Ann Shadd
Mary Ann Shadd Cary, 9 oktober 1823, död 5 juni 1893, var en amerikansk-kanadensisk abolitionist, journalist, förläggare, lärare och advokat. Hon var den första svarta kvinna som jobbade som förläggare i Nordamerika och den första kvinna som var förläggare i Kanada. 
Shadd Cary var redaktör för tidningen The Provincial Freeman, som hon grundade 1853. Den publicerades varje vecka i södra Ontario och förespråkade jämlikhet, integration och utbildning för svarta människor i Kanada och USA. 
Shadd Carys familj var en del av Underjordiska järnvägen, ett nätverk för att hjälpa slavar från sydstaterna att fly till nordstaterna eller Kanada. Efter att Fugitive Slave Act från 1850 antogs flyttade hon med sin bror till Kanada.
Hon återvände till USA under det amerikanska inbördeskriget där hon rekryterade soldater till Nordstaterna. Efter inbördeskriget undervisade Shadd Cary i svarta skolor i Wilmington innan hon återvände till Washington, D.C. med sin dotter, där hon undervisade i femton år.
1883 tog Shadd Cary examen från Howard University School of Law - vid 60 års ålder. Därmed blev hon den andra svarta kvinnan i USA som fick en juridisk examen.
Hon fortsatte att arbeta för medborgerliga rättigheter för afroamerikaner och kvinnor under resten av sitt liv.